# Via Sacra
Via Sacra (tal. Via Sacra) (Sveta ulica) bila je glavna ulica u drevnom Rimu, koja je vodila od Kapitola, pored nekih od najvažnijih religijskih mjesta Rimskog foruma (gdje je bila najšira ulica), pa do Koloseja.
Cesta je bila tradicijska ruta ceremonije Rimskog trijumfa koja je kretala u predgrađima grada Rima i prolazila kroz Rimski forum.
U 5. stoljeću pr. Kr., cesta je bila specijalno napravljenja da bi je se zaštitilo od kiše. Kasnije je bila popločana a tijekom Neronove vladavine obložena je kolonadama.
Bila je svjedok velikog broja dobrih i loših događaja u povijesti drevnog Rima, svečanskih rimskih festivala i veličanstvenih uspjeha pobjedonosnih generala. Bila je svakodnevno mjesto okupljanja Rimljana, mjesto gdje su se bacale kocke, gdje se razgovaralo i pregovaralo o poslovima.
Mnogobrojne prostitutke stajale su pored ulice tražeći potencijalne mušterije.